# オペレーション・フォーチュン
『オペレーション・フォーチュン』は、2023年のアメリカ合衆国・イギリスのスパイアクションコメディ映画。ガイ・リッチーが共同脚本・監督、ジェイソン・ステイサムが主演を務める。他の出演はオーブリー・プラザ、ジョシュ・ハートネット、ケイリー・エルウィス、バグジー・マローン、ヒュー・グラントなど。

## ストーリー
ウクライナのギャングが「ハンドル」として知られる装置を盗み、イギリス政府はネイサン・ジャスミンを雇い、取り戻すよう命じる。ネイサンはオーソン・フォーチュン、サラ・フィデル、JJ・デイヴィスらからなるチームを雇う。チームはマドリードで、ハンドルから抽出したデータの入ったHDDの運び屋を捕える。ネイサンのライバルであるマイクが邪魔をしてHDDを奪うが、サラがデータをコピーする。
ハンドルの売却を仲介する武器商人のグレッグ・シモンズがカンヌでチャリティーを催すと知り、彼がファンである映画スターのダニー・フランチェスコを脅迫して協力させ、サラをガールフレンドに偽装させてカンヌに乗り込む。シモンズはダニーとサラを、トルコのアンタルヤにある別荘に招待する。オーソンは強盗に見せかけてウクライナ人ギャングの邸宅に侵入し、サラによるハッキングを可能にする。チームは取引が行われるアンタルヤに行く。ハンドルはあらゆるセキュリティを破るAIであると判明する。
アンタルヤで、オーソンはシモンズの死んだ弁護士ベン・ハリスを装ってハンドルの取引の場に出るも、マイクが襲撃してウクライナ人ギャングを殺し、ハンドルを奪う。手数料収入を失ったシモンズは、チームに協力することにする。ハンドルの買い手であるバイオ業界の巨人トレントとアーノルドが、金を買い漁った後にハンドルを使って世界中の金融システムを崩壊させようとしていると明かす。
シモンズとダニーはマイクがハンドルを二人の買い手に売却しようとするタワーに入る。得るはずだった手数料が払われなければ、彼らの愛する人々を殺すと脅迫する。二人の買い手は動揺し、手下同士の銃撃戦が始まってほぼ全員が死ぬ。オーソンが生き残ったマイクを倒してハンドルを奪回する。
カタールのドーハで、ネイサンはオーソン、サラ、JJに新しい仕事を提供するが断られる。ダニーは、オーソンがウクライナ人ギャングから盗んだ品を売却した資金を使い、シモンズ役を演じる映画を撮影し、シモンズはプロデューサーを務める。

## キャスト
※括弧内は日本語吹替。
- オーソン・フォーチュン: ジェイソン・ステイサム（山路和弘） - ネイサンに雇われるMI6のエージェント。
- サラ・フィデル: オーブリー・プラザ（木村香央里） - ネイサンに雇われるハッカー。
- ネイサン・ジャスミン: ケイリー・エルウィス（村治学） - イギリス政府に雇われるチームのリ－ダー。
- グレッグ・シモンズ: ヒュー・グラント（森田順平） - 億万長者の武器商人。
- ダニー・フランチェスコ: ジョシュ・ハートネット（高橋広樹） - 映画スター。
- JJ・デイヴィス: バグジー・マローン（英語版）（田所陽向） - ネイサンに雇われたスナイパー。
- ナイトン: エディ・マーサン（魚建）- イギリス政府要人。
- マイク: ピーター・フェルディナンド（英語版）（咲野俊介） - ネイサンのライバルであるスパイ。
- エミリア: ロールデス・ファブレス（英語版） - シモンズの部下。
- ベン・ハリス: マックス・ビーズリー - シモンズの弁護士。
- マーシャ: ユージニア・クズミナ（英語版）
- ヴィヴィアン: ベステムス・オズデミア（英語版）
- カーサ: カーン・ウルガンジオグル（英語版）
- トレント: トム・ローゼンタール（英語版） - ハンドルの買い手。

## 製作
2020年9月、ガイ・リッチーが監督し、ジェイソン・ステイサム主演、ミラマックス製作、STXfilmsが世界配給権を獲得したことが発表された。12月には、オーブリー・プラザがキャストに加わった。2021年1月には、ケイリー・エルウィス、バグジー・マローン、ジョシュ・ハートネットが参加し、ヒュー・グラントが交渉に入った。グラントはその翌月にはキャスティングが確定することになる。
撮影は2021年1月14日に開始され、トルコのアンタルヤとカタールで行われた。
2021年9月28日、タイトルを当初予定していた『Five Eyes』から『Operation Fortune』に変更した。

## 公開
2022年1月21日に公開予定となっていたが、アメリカ国外では2023年1月4日に公開され、アメリカ国内では2023年3月3日に公開された。イギリスでは2023年4月7日にAmazon Prime Videoで配信された。